# Armorial de l'ordre du Croissant
 (mars 2025).
Motif : Sources obsolètes, redondance avec les articles Armoiries des chevaliers de l'ordre du Croissant et Liste des chevaliers de l'ordre du Croissant
- Archive Wikiwix
- Bing
- Cairn
- DuckDuckGo
- E. Universalis
- Gallica
- Google
- G. Books
- G. News
- G. Scholar
- Persée
- Qwant
- (zh) Baidu
- (ru) Yandex
- (wd) trouver des œuvres sur Wikidata

| 1. | Préciser le motif de la pose du bandeau. | Précisez le motif de la pose du bandeau en utilisant la syntaxe suivante : {{admissibilité à vérifier\|date=juillet 2025\|motif=remplacez ce texte par le motif}}                                     |
| 2. | Informer les utilisateurs concernés.     | Pensez à avertir le créateur de l'article, par exemple, en insérant le code ci-dessous sur sa page de discussion : {{subst:avertissement admissibilité à vérifier\|Armorial de l'ordre du Croissant}} |

 (janvier 2025).
L'armorial de l'ordre du Croissant présente les armoiries des membres de l'ordre du Croissant.

## Histoire

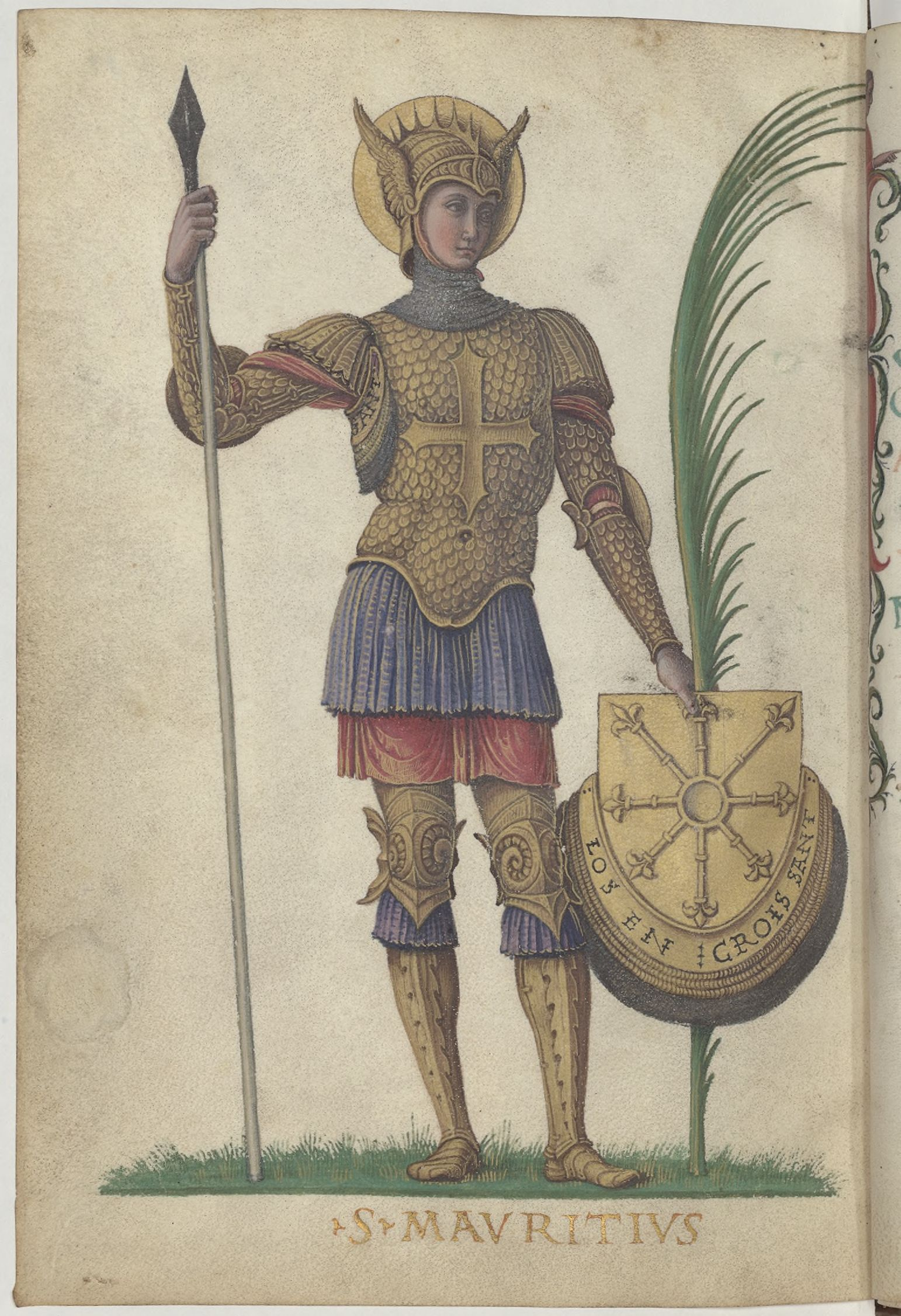
Saint Maurice, Miniature extraite de la Passion de saint Maurice et de ses compagnons, Bibliothèque de l'Arsenal, Ms.940. f.34v

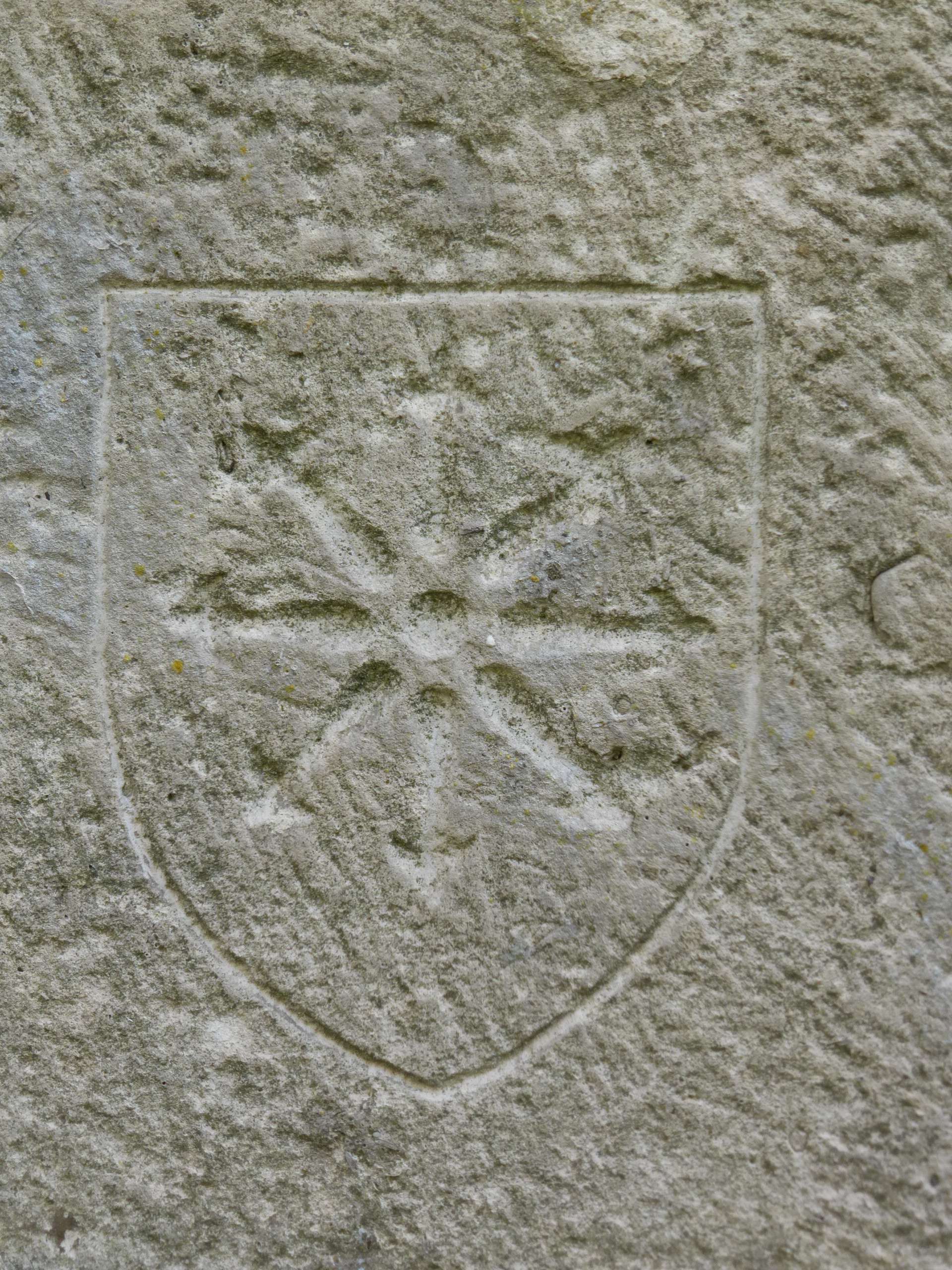
Armoiries du prieur de Cormicy.

La collation des ouvrages Armoiries des chevaliers de l'ordre du Croissant et Statuts de l'ordre du Croissant permettent de reconstituer l'armorial des membres de l'ordre, concernant en partie les blasons, mais aussi les armoiries, avec la présence de cimiers.
Nicolas Pétrineau des Noulis annonce en 1689 un projet sur une histoire de l'Anjou. Il rassemble les gravures des armoiries faites en 1644 pour Claude Ménard, et identifier les chevaliers de l'ordre à partir de leurs armoiries.
Avant le XXIe siècle, certaines sources sur l'ordre du Croissant étaient déjà connues: Christian de Mérindol indique que certaines avaient été négligées et davantage n'avaient pas été assez confrontées entre elles, enfin d'autres étaient inédites. La collation n'a jamais été faite auparavant.
Dès l'institution du Croissant, le roi René Ier d'Anjou accompagna ces armes de l'insigne de l'ordre qu'il fit peindre et sculpter sur un grand nombre de monuments et d'objets d'art, graver sur ses sceaux et broder sur ses tapisseries et ses costumes d'apparat.
« Ung radieux et merveilleux croissant, Garny d'or fin et esmaillure blanche, Duquel y eust enescripture franche, Los en croissant en gravé et compris. Telle devise avoit ce seigneur pris. Non sans raison, car son loz fesoit croistre Sur tous vivants qui eust en loz et estre. (Octavien de Saint-Gelais, Le Séjour de l'Honneur.) »
La tête de Maurice d'Agaune fut dès le Haut Moyen Âge un symbole héraldique, d’abord dans les Alpes et puis repris bien au-delà. On peut la retrouver dans plusieurs des cimiers associés aux armoiries des chevaliers de l'Ordre.

### Blason de l'Ordre
| Blason | Ordre, blasonnement et devise, Armoirie |                                           |
| ------ | --- | ----------------------------------------- |
|        | Ordre du Croissant Fascé d'or et d'azur, en pointes, chacune de quatre pièces.. Devise : « LOZ EN CROISSANT ». Le vieux français loz, en style de rébus, voulait dire loz en croissant, c’est-à-dire qu' « en avançant en vertus, on mérite des louanges ». | Différences entre dessin et blasonnement. |

L'ouvrage d'André Favyn, Le Théâtre D'Honneur Et De Chevalerie ou L'Histoire Des Ordres, publié en 1620, permet de retrouver l'ordre des armes dans la chapelle de l'Ordre à Angers, qui subsistait au XVIIe siècle.
- 1. Ordre du Croissant
- 2. Bertrand de Beauvau
- 3. Bermont de Lévis
- 4. Brandelis de Champagne
- 5. Jean du Plessis
- 6. Guichard de Montberon
- 7. André de Haraucourt
- 8. Jean VII de Salm
- 9. Jean Cossa
- 10. Gilles de Maillé
- 11. Fouquet d'Agoult
- 12. Guy II de Laval-Loué
- 13. René Ier d'Anjou
- 14. Jacopo de Pazzi
- 15. Jean II de Lorraine
- 16. Ferry II de Lorraine
- 17. non déterminé : escu de bar
- 18. Gaspard Cossa

## Les membres de l'ordre
- Haut – A
- B
- C
- D
- E
- F
- G
- H
- I
- J
- K
- L
- M
- N
- O
- P
- Q
- R
- S
- T
- U
- V
- W
- X
- Y
- Z

### A
| Blason | Membre de l'ordre, blasonnement et devise, armoiries |        |
| ------ | --- | ------ |
|        | Fouquet d'Agoult, chevalier de l'ordre du Croissant D'or, au loup rampant d'azur, armé, lampassé et vilené de gueules. Cimier : tête de loup azur, lampassé de gueules. Timbre et lambrequin aux émaux des armoiries. Son heaume est entouré d'une cordelière à deux cordons du blason de ses armes : azur et or. |        |
|        | Raymond d'Agoult, chevalier de l'ordre du Croissant D'or, au loup rampant d'azur, armé, lampassé et vilené de gueules. Cimier : tête de loup azur, lampassé de gueules. Timbre et lambrequin aux émaux des armoiries. Son heaume est entouré d'une cordelière à deux cordons du blason de ses armes : azur et or. |        |
|        | Jean Amenard, chevalier de l'ordre du Croissant Colicé d'argent et d'azur, de huit (alias dix) pièces. |        |
|        | Saladin d'Anglure, chevalier de l'ordre du Croissant D'or, semé de grillets d'argent soutenus de croissants de gueules |        |
|        | Simon d'Anglure, chevalier de l'ordre du Croissant D'or, semé de grillets d'argent soutenus de croissants de gueules |        |
|        | Charles d'Anjou, chevalier de l'ordre du Croissant D'azur, semé de fleurs de lis d'or, au lion d'argent mis au franc-quartier ; a la bordure de gueules. |        |
|        | Jean d'Anjou, chevalier de l'ordre du Croissant Coupé d'un parti, de deux, ce qui fait six quartiers : au 1 fascé d'argent et de gueules, de huit pièces (HONGRIE) ; au 2 d'azur, semé de fleurs de lis d'or, au lambel de gueules à cinq pendants en chef (ANJOU-SICILE) ; au 3 d'argent, à la croix de Jérusalem d'or, à enquerre (JÉRUSALEM) ; au 4 d'azur, semé de fleurs de lis d'or, a la bordure de gueules (ANJOU ancien) ; au 5 d'azur, semé de croix recroisetées au pied fiché d'or, à deux bars adossés du même brochant sur le tout (BAR) : au 6 d'or, à la bande de gueules chargée de trois alérions d'argent (LORRAINE) ; un lambel de gueules à trois pendants en chef, brochant sur les grands quartiers. |        |
|        | René d'Anjou, chevalier de l'ordre du Croissant Coupé d'un, parti de deux, ce qui fait six quartiers ; au 1 de HONGRIE ; au 2 d'ANJOU-SICILE ; au 3 de JÉRUSALEM ; au 4 d'ANJOU ancien ; au 5 de BAR ; au 6'de LORRAINE ; sur le tout d'or, à quatre pals de gueules (ARAGON).. |        |
| blason | Guy d'Avaugour, chevalier de l'ordre du Croissant | blason |

### B
| Blason | Membre de l'ordre, blasonnement et devise, armoiries |
| ------ | --- |
|        | Bertrand de Beauvau, chevalier de l'ordre du Croissant D'argent, à quatre lionceaux cantonnés de gueules armés, couronnés et lampassés d'or (BEAUVAU) ; à l'étoile à huit rais d'azur en abîme (Brisure).. Cimier : hure de sanglier au naturel tournée à dextre, les défenses d'argent fendues mouflées, tortis et lambrequins aux émaux des armoiries : azur, argent, et gueules. |
|        | Jean IV de Beauvau-Craon, chevalier de l'ordre du Croissant Écartelé : aux 1 et 4, d'argent, à quatre lionceaux cantonnés de gueules armés, couronnés et lampassés d'or (BEAUVAU) ; aux 2 et 3, losangé d'or et de gueules (CRAON).. Support : deux hommes sauvages d'or mouchetés de sable, tenant chacun une massue d'or au-dessus de leur tête. Cimier : hure de sanglier au naturel tournée à dextre, les défenses d'argent fendues mouflées, tortis et lambrequins aux émaux des armoiries : or, argent, gueules. Devise : Sans départir.                                                                                |
|        | Louis de Beauvau-Craon, chevalier de l'ordre du Croissant Écartelé : aux 1 et 4, d'argent, à quatre lionceaux cantonnés de gueules armés, couronnés et lampassés d'or (BEAUVAU) ; aux 2 et 3, losangé d'or et de gueules (CRAON).. Support : deux hommes sauvages d'or mouchetés de sable, tenant chacun une massue d'or au-dessus de leur tête. Cimier : hure de sanglier au naturel tournée à dextre, les défenses d'argent fendues mouflées. tortis et lambrequins aux émaux des armoiries : or, argent, gueules. |
|        | Eustache Ier du Bellay, chevalier de l'ordre du Croissant D'or, à la bande fuselée d'azur, accompagnée de six fleurs de lis d'azur, rangées en orle, trois en chefs et trois en pointes.. L'écu est supporté d'un léopard lampassés de gueules, et d'un griffon ; son heaume est entouré d'une cordelière à trois cordons du blason de ses armes : argent, gueule et azur. Il en sort deux cornes de buffles, l'une d'argent, l'autre de sable, entre lesquelles sont un petit léopard de gueules accroupi, montrant toute sa face, au milieu de deux hauts lambrequins en forme de deux grandes ailes d'ange du même blason. |
|        | Jean III du Bellay, chevalier de l'ordre du Croissant D'or, à la bande fuselée d'azur, accompagnée de six fleurs de lis d'azur, rangées en orle, trois en chefs et trois en pointes.. L'écu est supporté d'un léopard lampassés de gueules, et d'un griffon ; son heaume est entouré d'une cordelière à trois cordons du blason de ses armes : argent, gueule et azur. Il en sort deux cornes de buffles, l'une d'argent, l'autre de sable, entre lesquelles sont un petit léopard de gueules accroupi, montrant toute sa face, au milieu de deux hauts lambrequins en forme de deux grandes ailes d'ange du même blason.     |
|        | Etienne Bernard, dit Moreau, trésorier de l'ordre du Croissant Écartelé d'argent et, de sable, à quatre rocs d'échiquier de l'un en l'autre ; sur le tout un écusson d'azur chargé d'une fleur de lis d'or.. |
|        | Louis de Bournan, chevalier de l'ordre du Croissant D'or à la croix pattée de gueules cantonnée de quatre coquilles d'azur. |
|        | Thibaut de Bournan, chevalier de l'ordre du Croissant D'or à la croix pattée de gueules cantonnée de quatre coquilles d'azur. |
|        | Jean Breslay, chancelier de l'ordre du Croissant D'argent au lion rampant de gueules portant dans sa patte dextre un croissant moulant d'azur.. |
|        | Jacques de Brézé, chevalier de l'ordre du Croissant D'azur à l'écusson d'argent vidé, mis en cœur, après lequel suit une bordure ou orle d'or entouré de huit croisettes de même... Cimier : Le bourrelet rempli de sept bandes d'étoffes, trois noires et quatre blanches. |

### C
| Blason | Membre de l'ordre, blasonnement et devise, armoiries |
| ------ | --- |
|        | Charles de Castillon, chancelier et chevalier de l'ordre du Croissant De gueules, à trois annelets d'argent.. |
|        | Brandelis de Champagne, chevalier de l'ordre du Croissant De sable fretté d'argent de six pièces au chef de même chargé d'un lion issant de gueules armé, lampassé et couronné d'azur.. Supports : deux lions lampassés de gueules. Le heaume d'argent avec toque et lambrequin des couleurs de l'écu. Cimier: tête de Maurice d'Agaune couronnée d'or tortillée d'argent sur les deux bouts voltigeant dans un vol banneret et aux armes. Devise : Sta ferme.. |
|        | Pierre Ier de Champagne, chevalier de l'ordre du Croissant De sable fretté d'argent de six pièces au chef de même chargé d'un lion issant de gueules armé, lampassé et couronné d'azur.. Supports : deux lions lampassés de gueules. Le heaume d'argent avec toque et lambrequin des couleurs de l'écu. Cimier: tête de Maurice d'Agaune couronnée d'or tortillée d'argent sur les deux bouts voltigeant dans un vol banneret et aux armes. Devise : Sta ferme.. |
|        | Jean III de Charnières, greffier de l'ordre du Croissant D'argent à trois merlettes de sable posées deux et une et un croissant de gueules en cœur.. |
|        | Tanneguy IV du Chastel, chevalier de l'ordre du Croissant Fascé d'or et de gueules de six pièces |
|        | Antoine de Clérambault, chevalier de l'ordre du Croissant Burelè d'argent et de sable, de dix pièces.. |
|        | Louis de Clermont-Gallerande, chevalier de l'ordre du Croissant D'azur, à l'orle d'or, environné de huit croisettes du même ; à l'écusson d'argent en abîme. Cimier: tête de Maurice d'Agaune tortillée d'argent sur les deux bouts voltigeant entre deux cornes or et azur. Support : deux lions d'or lampassés gueules. Timbre et lambrequin aux émaux des armoiries. Son heaume est entouré d'une cordelière à deux cordons du blason de ses armes : or et azur. |
|        | Gaspard Cossa, chevalier de l'ordre du Croissant Pour André Favyn : écu d'argent à trois bandes d'azur, au chef de gueules à une chauffe d'or en pal au mitan, à la bordure engraissée d'or ou encore pour Emile Perrier : D'argent, à trois bandes de sinople ; au chef de gueules chargé d'une cuisse et jambe humaines d'or ; Vécu entouré d'une bordure engrêlée du même.. |
|        | Jean Cossa, chevalier de l'ordre du Croissant Pour André Favyn : écu d'argent à trois bandes d'azur, au chef de gueules à une chauffe d'or en pal au mitan, à la bordure engraissée d'or ou encore pour Emile Perrier : D'argent, à trois bandes de sinople ; au chef de gueules chargé d'une cuisse et jambe humaines d'or ; Vécu entouré d'une bordure engrêlée du même.. Cimier : deux fers à cheval d'argent brisés, engagés l'un dans l'autre, entre deux cornes or et argent, accompagnées de plumes inversement argent et or. Timbre et lambrequin aux émaux des armoiries. Son heaume est entouré d'une cordelière à trois cordons du blason de ses armes : argent, sinople et or. |
|        | N. dit Croissant, héraut ou poursuivant de l'ordre du Croissant |

### F
| Blason | Membre de l'ordre, blasonnement et devise, armoiries |
| ------ | --- |
|        | Jean de Fénestrange, chevalier de l'ordre du Croissant D'azur, à la fasce d'argent.. Cimier : tête de cygne d'azur dans un vol banneret aux armes. Timbre et lambrequin aux émaux des armoiries. Son heaume est entouré d'une cordelière à deux cordons du blason de ses armes : azur et argent. Support : deux lions d'or lampassés de gueules. |
|        | Antoine Ferrier, chapelain de l'ordre du Croissant |

### G
| Blason | Membre de l'ordre, blasonnement et devise, armoiries                                                                                      |
| ------ | --- |
|        | Élion de Glandevès, chevalier de l'ordre du Croissant                                                                                     |
|        | Pierre de Glandevès, chevalier de l'ordre du Croissant Fascé d'or et de gueules, de six pièces. Alias : D'or, à trois fasces de gueules.. |

### H
| Blason | Membre de l'ordre, blasonnement et devise, armoiries |
| ------ | --- |
|        | André de Haraucourt, chevalier de l'ordre du Croissant D'or, à la croix pleine de gueules ; au franc-quartier d'argent, chargé d'un lion de sable, armé et lampassé de gueules, couronné d'azur. |
|        | Gérard III de Haraucourt, chevalier de l'ordre du Croissant D'or, à la croix de gueules ; au franc-quartier d'argent, chargé d'un lion de sable, armé et lampassé de gueules, couronné d'azur..  |
|        | Jean III de Harpedane, chevalier de l'ordre du Croissant Gironné de vair et de gueules, de douze pièces..                                                                                        |
|        | N. du Houssay, roi d'armes de l'ordre du Croissant D'azur, à trois lions d'argent, armés, lampassés et couronnés de gueules..                                                                    |

### L
| Blason | Membre de l'ordre, blasonnement et devise, armoiries |
| ------ | --- |
|        | Bertrand de la Haye, chevalier de l'ordre du Croissant D'or, à deux fasces de gueules, accompagnées de neuf merlettes du même ; quatre en chef, deux sur les flancs et trois en pointe.. |
|        | Jean de la Haye, chevalier de l'ordre du Croissant D'or, à deux fasces de gueules, accompagnées de neuf merlettes du même ; quatre en chef, deux sur les flancs et trois en pointe. Cimier : tête d'aigle d'or dans un vol banneret et aux armes. Timbre et lambrequin aux émaux des armoiries. Son heaume est entouré d'une cordelière à deux cordons du blason de ses armes : or et gueule. |
|        | Louis de la Haye, chevalier de l'ordre du Croissant D'or, à deux fasces de gueules, accompagnées de neuf merlettes du même ; quatre en chef, deux sur les flancs et trois en pointe. Cimier : tête d'aigle d'or dans un vol banneret et aux armes. Timbre et lambrequin aux émaux des armoiries. Son heaume est entouré d'une cordelière à deux cordons du blason de ses armes : or et gueule. |
|        | Hardouin de la Jaille, chevalier de l'ordre du Croissant D'argent, à la bande fuselée de gueules ; à la bordure de sable, chargée de huit besants d'or.. |
|        | Guillaume de la Jumelière, chevalier de l'ordre du Croissant écartelé au 1 et 4 d'argent à trois fasces d'azur (alias fascé d'argent et d'azur) ; à la croix ancrée de gueules, brochant aux 2 et 3 de geules de trois quintefeuilles d'hermine au cœur de gueule.. Cimier : tête de bouc au naturel, lampassée et accornée de geules. Timbre et lambrequin aux émaux des armoiries. Support : deux lions d'or lampassés gueules. Son heaume est entouré d'une cordelière à trois cordons du blason de ses armes : argent, azur et gueule. |
|        | Guy II de Laval-Loué, chevalier de l'ordre du Croissant D'or, à la croix de gueules, chargée de cinq coquilles d'argent et cantonnée de seize alérions d'azur (MONTMORENCY-LAVAL) ; au franc-quartier d'azur, semé de fleurs de lis d'or, au lion d'or brochant (BRIENNE-BEAUMONT).. Cimier : lion de gueules lampassé d'or dans un vol banneret d'hermine. Timbre et lambrequin aux émaux des armoiries. Son heaume est entouré d'une cordelière à quatre cordons du blason de ses armes : or, gueule, argent et azur.                    |
|        | Philippe de Lénoncourt, chevalier de l'ordre du Croissant D'argent, à la croix engrêlée de gueules, brisée d'une coquille d'argent en cœur. Cimier : meule de moulin au naturel portant sur la fasce une croix ancrée d'argent dans un vol banneret aux armes. Timbre et lambrequin aux émaux des armoiries. Son heaume est entouré d'une cordelière à deux cordons du blason de ses armes : gueule et argent. |
|        | Thierry III de Lénoncourt, chevalier de l'ordre du Croissant D'argent, à la croix engrêlée de gueules, brisée d'un croissant. Cimier : meule de moulin au naturel portant sur la fasce une croix ancrée d'argent dans un vol banneret aux armes. Timbre et lambrequin aux émaux des armoiries. Son heaume est entouré d'une cordelière à deux cordons du blason de ses armes : gueule et argent. |
|        | N. Le Poulchre, chevalier de l'ordre du Croissant |
|        | Pierre Le Roy, dit Benjamin, trésorier de l'ordre du Croissant |
|        | Philippe Le Veneur de Tillières, chevalier de l'ordre du Croissant D'argent, à la bande d'azur chargée de trois flanchis d'or.. |
|        | Bermont de Lévis, chevalier de l'ordre du Croissant D'or à trois chevrons de sable superposés, au lambel de même à trois pendants de gueules. Cimier: tête de Maurice d'Agaune entre deux cornes or et gueule. Support : deux lions d'or lampassés gueules. Timbre et lambrequin aux émaux des armoiries. Son heaume est entouré d'une cordelière à deux cordons du blason de ses armes : or et gueule. |
|        | Gérard de Ligniville, chevalier de l'ordre du Croissant Losangé d'or et de sable.. |
|        | Ferry II de Lorraine, chevalier de l'ordre du Croissant D'or, à la bande de gueules, chargée de trois alêrions d'argent. Il pour cimier un aigle esployé d'argent, avec le double volet de gueules |

### M
| Blason | Membre de l'ordre, blasonnement et devise, armoiries |
| ------ | --- |
|        | Gilles de Maillé, chevalier de l'ordre du Croissant D'or, à trois fasces nébulées (alias ondées) de gueules ; à la bordure componée d'argent et de sable (Brisure).. Support : A dextre un lion, la crinière tressée, à senestre un Lévrier. Cimier : dans un vol banneret et aux armes. Son heaume est entouré d'une cordelière aux couleurs du blason de ses armes. |
|        | Giacchantonio Marcello, chevalier de l'ordre du Croissant D'azur, à la fasce (alias bande) ondée d'or.. |
|        | René du Matz, chevalier de l'ordre du Croissant D'argent fretté de gueules de six pièces au chef échiqueté de trois traits d'or et de gueules. Le heaume d'or, le bourrelet et les volets de ses couleurs armoriales, le vol banneret de ses armes. Supports : Deux sauvages au naturel le visage, les pieds et les mains de carnation tenant chacun une massue pendante d'argent. |
|        | Pierre de Meuïllon (ou Mëolon, Mévoïlon), chevalier de l'ordre du Croissant De gueules,à la fasce échiqueiée d'argent et de sable.. |
|        | Guichard de Montberon, chevalier de l'ordre du Croissant Écartelé: aux 1 et 4 burelé d'argent et d'azur de six pièces (MONTBERON) ; aux 2 et 3 de gueules, semé de six trèfles d'or ; à deux bars adossés du même brochant sur le tout (CLERMONT-NESLE).. Cimier : tête de femme dans un vol banneret aux armes. Support : homme sauvage tenant une massue. Timbre et lambrequin aux émaux des armoiries. Son heaume est entouré d'une cordelière à trois cordons du blason de ses armes : azur, gueule et or. Il manque la gueule dans le tortis. |

### N
| Blason | Membre de l'ordre, blasonnement et devise, armoiries |
| ------ | --- |
|        | Jean II de Nassau-Sarrebruck, chevalier de l'ordre du Croissant Écartelé : aux 1 et 4 d'azur, semé de billettes d'or ; au lion du même, armé, lampassé et couronné de gueules, brochant sur le tout (NASSAU) ; aux 2 et 3 d'azur, semé de croisettes d'argent : au lion du même, couronné d'or, brochant sur le tout (SARREBRUCK).. |

### P
| Blason | Membre de l'ordre, blasonnement et devise, armoiries |
| ------ | --- |
|        | Jacopo de Pazzi, chevalier de l'ordre du Croissant D'azur à deux bars adossés d'or, l'écu semé de croix recroisettées au pied fiché de même ; au lambel de gueules de trois pièces, celle du milieu tenant une voile d'argent chargée d'une bande de gueules. (Concession de la maison de Bar en 1388.).                                        |
|        | Jean du Plessis, chevalier de l'ordre du Croissant D'azur, au lion d'or, couronné, lampassé et armé de gueules. Cimier : aigle d'or couronnée aux ailes déployées. Timbre et lambrequin aux émaux des armoiries. Son heaume est entouré d'une cordelière à trois cordons du blason de ses armes : azur, gueule et or. Devise : A jamais celle.. |

### R
| Blason | Membre de l'ordre, blasonnement et devise, armoiries |
| ------ | --- |
|        | Foulques Riboulle, chevalier de l'ordre du Croissant Parti, émanché d'or et d'azur de huit pièces.. Supports : deux lions d'or lampassés gueules. Cimier : Une tête de loup lampassé gueule dans un vol banneret aux armes. |

### S
| Blason | Membre de l'ordre, blasonnement et devise, armoiries |
| ------ | --- |
|        | Jean VII de Salm, chevalier de l'ordre du Croissant De gueules, à deux bars adossés d'argent, accompagnés de quatre croisettes du même, 1,2 et 1 au pied fiché d'or. Devise : Oncques ni jamais.                                                           |
|        | Roberto Sanseverino, chevalier de l'ordre du Croissant Parti : au 1 d'ARAGON ; au 2 d'argent, à la fasce de gueules ; à la bordure d'azur chargée de huit étoiles d'or (SAINT-SÉVERIN).[réf. nécessaire]. Différences entre dessin et blasonnement.        |
|        | Francesco Sforza, chevalier de l'ordre du Croissant Écartelé : aux 1 et 4 d'or, à l'aigle de sable couronnée du premier (LOMBARDIE) ; aux 2 et 3,d'argent, à la bisse d'azur en pal, couronnée d'or, engloutissant un enfant de gueules (VISCONTI-MILAN).. |

### V
| Blason | Membre de l'ordre, blasonnement et devise, armoiries |
| ------ | --- |
|        | Barthélemy de Valori, chevalier de l'ordre du Croissant D'or à un laurier arraché de sinople et un chef de gueules. Devise : Aquilae valori laurus. Emile Perrier indique Écartelé : aux 1 et 4 de sable, à l'aigle d'argent, chargée d'une croix de gueules sur l'estomac, et de croissants du champ sans nombre ; aux 2 et 3 d'or, au laurier arraché de sinople ; au chef de gueules..  |
|        | Gabriel III de Valori, chevalier de l'ordre du Croissant D'or à un laurier arraché de sinople et un chef de gueules. Devise : Aquilae valori laurus. Emile Perrier indique Écartelé : aux 1 et 4 de sable, à l'aigle d'argent, chargée d'une croix de gueules sur l'estomac, et de croissants du champ sans nombre ; aux 2 et 3 d'or, au laurier arraché de sinople ; au chef de gueules.. |

### Sources partielles
- Joseph Denais, Armorial général de l'Anjou : d'après les titres et les manuscrits de la Bibliothèque nationale, des bibliothèques d'Angers, d'Orléans, etc., Angers, Germain et G. Grassin, 1879-1884, fascicules (BNF 34209223), vol. 1-3 (via euraldic.com), vol. 2-8, vol. 4, vol. 5, vol. 9, vol. 10, vol. 11, vol. 12, vol. 13, vol. 14, vol. 15, vol. 16.